# Inamo
inamo, teils auch INAMO geschrieben war von 1994 bis 2019 eine vierteljährlich erscheinende Zeitschrift, die vom gleichnamigen Informationsprojekt Naher und Mittlerer Osten herausgegeben wurde.
Die Zeitschrift wurde 1994 von Wissenschaftlern verschiedener Fachbereiche gegründet, um dem „oft bis zur Karikatur verzerrtes Bild über den Nahen und Mittleren Osten“ nach dem Zweiten Golfkrieg „einen Beitrag zum besseren Verständnis [der] Region“ entgegenzusetzen.
Die Ausgaben behandeln jeweils ein Schwerpunktthema, dazu kommen bislang drei Sonderhefte über Syrien, die zweite Intifada und Zeitgenössische arabische Literatur.
Seit 2010 ist die Zeitschrift Kooperationspartnerin des Internetportals Linksnet.

## Zielgruppe und Autoren
Die Zeitschrift gilt gleichermaßen als anspruchsvoll und gut lesbar. Eigener Anspruch ist „Die Lücke zwischen oberflächlicher Medienberichterstattung einerseits und hochspezialisierter Wissenschaft andererseits zu schließen“. 
Autoren sind Wissenschaftler, Journalisten und Publizisten, insbesondere aus dem Nahen Osten.

## Bedeutung
Zum zehnjährigen Bestehen der Zeitschrift widmete das NDR Kulturjournal der Zeitschrift ein Feature. Bereits zuvor berichteten Der Tagesspiegel, die Süddeutsche Zeitung und die Neue Zürcher Zeitung über inamo. Über das Sonderheft zur Zeitgenössische arabische Literatur berichteten Al-Hayat, Der Standard, Die Wochenzeitung und erneut Der Tagesspiegel. Über weitere Ausgaben wurde u. a. in Facts, Berliner Zeitung, Frankfurter Rundschau berichtet.

## INAMO-Buch
inamo trat auch als Mitherausgeber zweier Bücher auf. Palästinensische Flüchtlinge und der Friedensprozeß, 1997, und Die Zukunft der orientalischen Christen, 2001.